# Sávoly
Sávoly é um município da Hungria, situado no condado de Somogy. Tem 26,84 km² de área e sua população em 2019 foi estimada em 521 habitantes.